# Piatto ride
Il piatto ride è uno strumento musicale, piatto fondamentale in una batteria.
Questo piatto è spesso posto alla destra di un batterista destrorso, inclinato in modo da favorire i colpi con la punta della bacchetta sulla sua superficie piatta. Il suo ruolo è quello di sostenere la scansione ritmica oltre che a evidenziare gli accenti. Ha il diametro maggiore fra i piatti, da 18 a 28 pollici, ma il suo diametro più comune è di 20 pollici.
Questo tipo di piatto viene suonato in zone diverse, anche in relazione al genere di musica suonata. Nei generi latin, fusion, rock, pop ed heavy metal si usa molto la campana del piatto ride, la parte centrale in rilievo, suonandola con il collo della bacchetta. Questo suono è molto penetrante, capace di farsi spazio in ogni contesto musicale.
Una variante di questo piatto molto utilizzata nel jazz è il flat ride: è senza la campana, il suo suono è “secco” e la pronuncia della bacchetta è marcata. Il flat ride è alla base del sound di batteristi come Roy Haynes.